# Sarfannguaq
Sarfannguaq è un piccolo villaggio della Groenlandia di 127 abitanti (gennaio 2005). Si trova nel Fiordo di Amerdloq, 50 km a est di Sisimiut, a 66°54'N 52°52°O e a 52 m sul mare; appartiene al comune di Qeqqata.